# Apostolisches Vikariat Donkorkrom
Das Apostolische Vikariat Donkorkrom (lateinisch Vicariatus Apostolicus Donkorkromensis) ist ein in Ghana gelegenes römisch-katholisches Apostolisches Vikariat mit Sitz in Donkorkrom.

## Geschichte
Das Apostolische Vikariat Donkorkrom wurde am 12. Dezember 2007 durch Papst Benedikt XVI. aus Gebietsabtretungen des Bistums Koforidua als Apostolische Präfektur Donkorkrom errichtet. Am 19. Januar 2010 wurde die Apostolische Präfektur Donkorkrom durch Benedikt XVI. zum Apostolischen Vikariat erhoben.

## Ordinarien

### Apostolische Präfekten von Donkorkrom
- Gabriel Edoe Kumordji SVD, 2007–2010

### Apostolische Vikare von Donkorkrom
- Gabriel Edoe Kumordji SVD, 2010–2017, dann Bischof von Keta-Akatsi
- John Alphonse Asiedu, seit 2019